# 施托伊贝格
施托伊贝格是奥地利克恩顿州费尔德基兴县的一个市镇。总面积32.77平方公里，总人口1712人，人口密度52.2人/平方公里（2005年）。